# Klass A 1952
L'edizione 1952 della Klass A fu il 15ª del massimo campionato sovietico di calcio; fu vinto dal Spartak Mosca, giunto al suo quarto titolo.

## Stagione

### Avvenimenti
Il campionato cominciò con molto ritardo, addirittura a luglio: in realtà fino ad agosto furono disputate appena sette incontri, quelli tra squadre che non avevano atleti impegnati nei Giochi olimpici di Helsinki. Il CDSA, dominatore delle ultime stagioni, era in testa alla classifica a punteggio pieno dopo tre giornate quando a causa della sconfitta della Nazionale Sovietica (nelle cui file giocavano cinque giocatori del CDSA) contro la Jugoslavia avvenuta meno di un mese prima, il club fu escluso dal campionato; ciò è da ricondursi ai pessimi rapporti tra Unione Sovietica e la Jugoslavia di Tito.

### Formula
I club partecipanti furono 15, ma dopo tre gare il CDSA fu esclusa e i suoi risultati furono annullati; le squadre si incontrarono tra di loro in gare di sola andata 13 incontri per squadra: il sistema prevedeva due punti per la vittoria, uno per il pareggio e zero per la sconfitta. Tutti gli incontri si disputarono nella città di Mosca, negli stadio Dinamo, Stalinets e nel campo minore della Dinamo, tranne il derby tra Zenit e Dinamo che fu giocato nello stadio Kirov di Leningrado.
Erano previste tre retrocessioni in seconda divisione al termine della stagione.

## Squadre partecipanti
| Club                     | Città      | Repubblica     | Stagione precedente     |
| ------------------------ | ---------- | -------------- | ----------------------- |
| CDSA Mosca               | Mosca      | RSFS Russa     | 1° in Klass A           |
| Kalinin                  | Kalinin    | RSFS Russa     | 1° in Klass B, promosso |
| Daugava Rīga             | Riga       | RSS Lettone    | 11° in Klass A          |
| Dinamo Kiev              | Kiev       | RSS Ucraina    | 8° in Klass A           |
| Dinamo Leningrado        | Leningrado | RSFS Russa     | 9° in Klass A           |
| Dinamo Minsk             | Minsk      | RSS Bielorussa | 2° in Klass B, promosso |
| Dinamo Mosca             | Mosca      | RSFS Russa     | 5° in Klass A           |
| Dinamo Tbilisi           | Tbilisi    | RSS Georgiana  | 2° in Klass A           |
| Kryl'ja Sovetov Kujbyšev | Kujbyšev   | RSFS Russa     | 4° in Klass A           |
| Lokomotiv Mosca          | Mosca      | RSFS Russa     | 3° in Klass B, promosso |
| Šachtyor Stalino         | Stalino    | RSS Ucraina    | 3° in Klass A           |
| Spartak Mosca            | Mosca      | RSFS Russa     | 6° in Klass A           |
| Torpedo Mosca            | Mosca      | RSFS Russa     | 12° in Klass A          |
| VVS Mosca                | Mosca      | RSFS Russa     | 10° in Klass A          |
| Zenit Leningrado         | Leningrado | RSFS Russa     | 7° in Klass A           |

## Classifica finale
|                             | Pos. | Squadra                  | Pt | G  | V | N | P | GF | GS | DR  |
| --------------------------- | ---- | ------------------------ | -- | -- | - | - | - | -- | -- | --- |
| Unione Sovietica (bandiera) | 1.   | Spartak Mosca            | 20 | 13 | 9 | 2 | 2 | 26 | 12 | +14 |
|                             | 2.   | Dinamo Kiev              | 17 | 13 | 7 | 3 | 3 | 26 | 14 | +12 |
|                             | 3.   | Dinamo Mosca             | 17 | 13 | 7 | 3 | 3 | 24 | 14 | +10 |
|                             | 4.   | Dinamo Tbilisi           | 16 | 13 | 5 | 6 | 2 | 19 | 12 | +7  |
|                             | 5.   | Dinamo Leningrado        | 15 | 13 | 5 | 5 | 3 | 17 | 17 | +0  |
|                             | 6.   | Kalinin                  | 14 | 13 | 5 | 4 | 4 | 19 | 19 | +0  |
|                             | 7.   | Zenit Leningrado         | 14 | 13 | 6 | 2 | 5 | 20 | 21 | -1  |
|                             | 8.   | Kryl'ja Sovetov Kujbyšev | 13 | 13 | 5 | 3 | 5 | 16 | 14 | +2  |
|                             | 9.   | Lokomotiv Mosca          | 12 | 13 | 5 | 2 | 6 | 19 | 21 | -2  |
|                             | 10.  | Torpedo Mosca            | 12 | 13 | 3 | 6 | 4 | 11 | 15 | -4  |
|                             | 11.  | VVS Mosca                | 10 | 13 | 2 | 6 | 5 | 11 | 14 | -3  |
|                             | 12.  | Daugava Rīga             | 9  | 13 | 2 | 5 | 6 | 10 | 14 | -4  |
|                             | 13.  | Šachtyor Stalino         | 8  | 13 | 1 | 6 | 6 | 14 | 26 | -12 |
|                             | 14.  | Dinamo Minsk             | 5  | 13 | 1 | 3 | 9 | 10 | 29 | -19 |
|                             | 15.  | CDSA Mosca               | 6  | 3  | 3 | 0 | 0 | 8  | 4  | +4  |

## Classifica marcatori
| Gol |  |  | Giocatore            | Squadra        |
| --- |  |  | -------------------- | -------------- |
| 11  |  |  | Andrej Zazroev       | Dinamo Kiev    |
| 8   |  |  | Vladimir Il'in       | Dinamo Mosca   |
| 8   |  |  | Aleksej Paramonov    | Spartak Mosca  |
| 7   |  |  | Avtandil Ch'k'uaseli | Dinamo Tbilisi |

## Risultati
|                          | SpM | DiK | DMo | DiT | DiL | Kal | ZeL | KSK | LoM | ToM | VVS | DaR | SaS | DMi |
| Spartak Mosca            |     | 4-1 |     | 2-1 | 1-0 | 1-1 | 4-1 | 1-0 |     |     | 1-2 | 2-1 | 3-2 | 3-0 |
| Dinamo Kiev              |     |     |     | 0-0 |     | 2-1 | 1-2 |     | 4-0 | 2-2 |     |     | 4-0 | 3-0 |
| Dinamo Mosca             | 0-0 | 0-3 |     | 2-2 |     | 4-1 | 2-1 | 0-1 | 2-0 | 0-2 | 1-1 | 2-1 | 3-1 | 3-1 |
| Dinamo Tbilisi           |     |     |     |     | 1-1 |     |     |     | 1-2 | 1-0 | 1-0 | 0-0 | 1-1 | 4-1 |
| Dinamo Leningrado        |     | 3-1 | 0-5 |     |     |     |     | 2-1 |     |     |     | 2-1 | 1-1 | 4-2 |
| Kalinin                  |     |     |     | 1-1 | 0-1 |     | 1-1 | 1-0 | 4-2 |     |     |     |     | 2-1 |
| Zenit Leningrado         |     |     |     | 1-2 | 2-1 |     |     |     |     |     |     |     | 3-3 |     |
| Kryl'ja Sovetov Kujbyšev |     | 0-1 |     |     | 1-4 |     | 4-1 |     |     |     |     | 0-0 |     | 2-1 |
| Lokomotiv Mosca          | 3-0 |     |     |     | 0-0 |     | 1-2 | 1-4 |     |     | 2-3 |     | 3-0 |     |
| Torpedo Mosca            | 0-4 |     |     |     | 1-1 | 1-1 | 0-1 | 1-1 | 0-2 |     | 1-0 | 1-1 | 2-1 | 0-0 |
| VVS Mosca                |     |     | 2-2 |     |     | 1-1 | 0-1 | 0-1 | 1-2 |     |     | 0-0 |     | 1-1 |
| Daugava Riga             |     | 0-2 |     |     |     | 1-2 | 2-0 |     | 0-2 |     |     |     |     | 2-0 |
| Šachtër Stalino          |     |     |     |     |     | 4-3 |     | 0-0 |     |     | 0-0 | 1-1 |     |     |
| Dinamo Minsk             |     |     |     |     |     |     | 0-4 |     | 1-1 |     |     |     | 2-0 |     |